# Hrabstwo Jefferson (Teksas)

Piramida wieku hrabstwa

Hrabstwo Jefferson – hrabstwo położone w USA w stanie Teksas. Utworzone w 1836 r. Siedzibą hrabstwa jest miasto Beaumont. Według spisu w 2020 roku liczy 256,5 tys. mieszkańców. 

## Demografia
W 2020 roku 34,1% populacji to osoby czarnoskóre lub Afroamerykanie, co jest najwyższym odsetkiem w stanie Teksas. 39,4% to osoby białe nielatynoskie, 22,1% to Latynosi, 3,9% miało pochodzenie azjatyckie, 1,8% było rasy mieszanej i 1% to rdzenna ludność Ameryki.

### Miasta
- Beaumont
- Bevil Oaks
- China
- Groves
- Nederland
- Nome
- Port Arthur
- Port Neches
- Taylor Landing

### CDP
- Central Gardens
- Fannett

## Religia
W 2010 roku religijność hrabstwa zdominowana jest przez protestantów i katolików. Podczas gdy 28,2% populacji jest członkami Kościoła katolickiego, blisko połowa jest członkami kościołów protestanckich. Większość protestantów to baptyści, ale ponad 5 tys. członków, mają także: zbory bezdenominacyjne, metodyści i zielonoświątkowcy. 
Wśród innych religii obecni byli muzułmanie (7,6 tys.), mormoni (2,3 tys.), buddyści (1 tys.), świadkowie Jehowy (4 zbory) i kilka mniejszych grup. 